# Episteme sauteri
Episteme sauteri là một loài bướm đêm trong họ Noctuidae.